# Nüschenstock
Der Nüschenstock ⓘ ist ein Berg östlich von Tierfehd (Linthal GL) im Kanton Glarus in der Schweiz mit einer Höhe von 2893 m ü. M.

## Lage und Umgebung
Der Nüschenstock gehört zur Hausstockgruppe, einer Untergruppe der Glarner Alpen. Der Gipfel befindet sich komplett auf Gemeindegebiet von Glarus Süd.
Zu den Nachbargipfeln gehören der Rüchi, das Scheidstöckli, das Hintersulzhorn, der Ruchi, der Muttenstock und die Selbsanft.
Talort ist Linthal, häufiger Ausgangspunkt ist die Muttseehütte.

## Routen zum Gipfel

### Von Süden
- Ausgangspunkt: Tierfehd (803 m), Kalktrittli (1860 m) oder Muttseehütte (2501 m)
- Via: Südwestgrat
- Schwierigkeit: BG
- Zeitaufwand: 6 Stunden von Tierfehd, 3½ Stunden vom Kalktrittli oder 1 Stunden von der Muttseehütte.
- Bemerkung: Bis Kalktrittli kann mit der Seilbahn der Kraftwerke Linth-Limmern gefahren werden.[1]

### Von Westen
- Ausgangspunkt: Linthal (662 m), Tierfehd (803 m) oder Kalktrittli (1860 m)
- Via: Nutzenbrunnen, Westgrat
- Schwierigkeit: BG
- Zeitaufwand: 8 Stunden von Linthal, 6 Stunden von Tierfehd oder 3½ Stunden vom Kalktrittli
- Bemerkung: Für den Abstieg geeignet, viel Schutt und Geröll.

### Von Norden
- Ausgangspunkt: Rüchi (2850 m)
- Schwierigkeit: BG
- Zeitaufwand: ½ Stunde

## Galerie

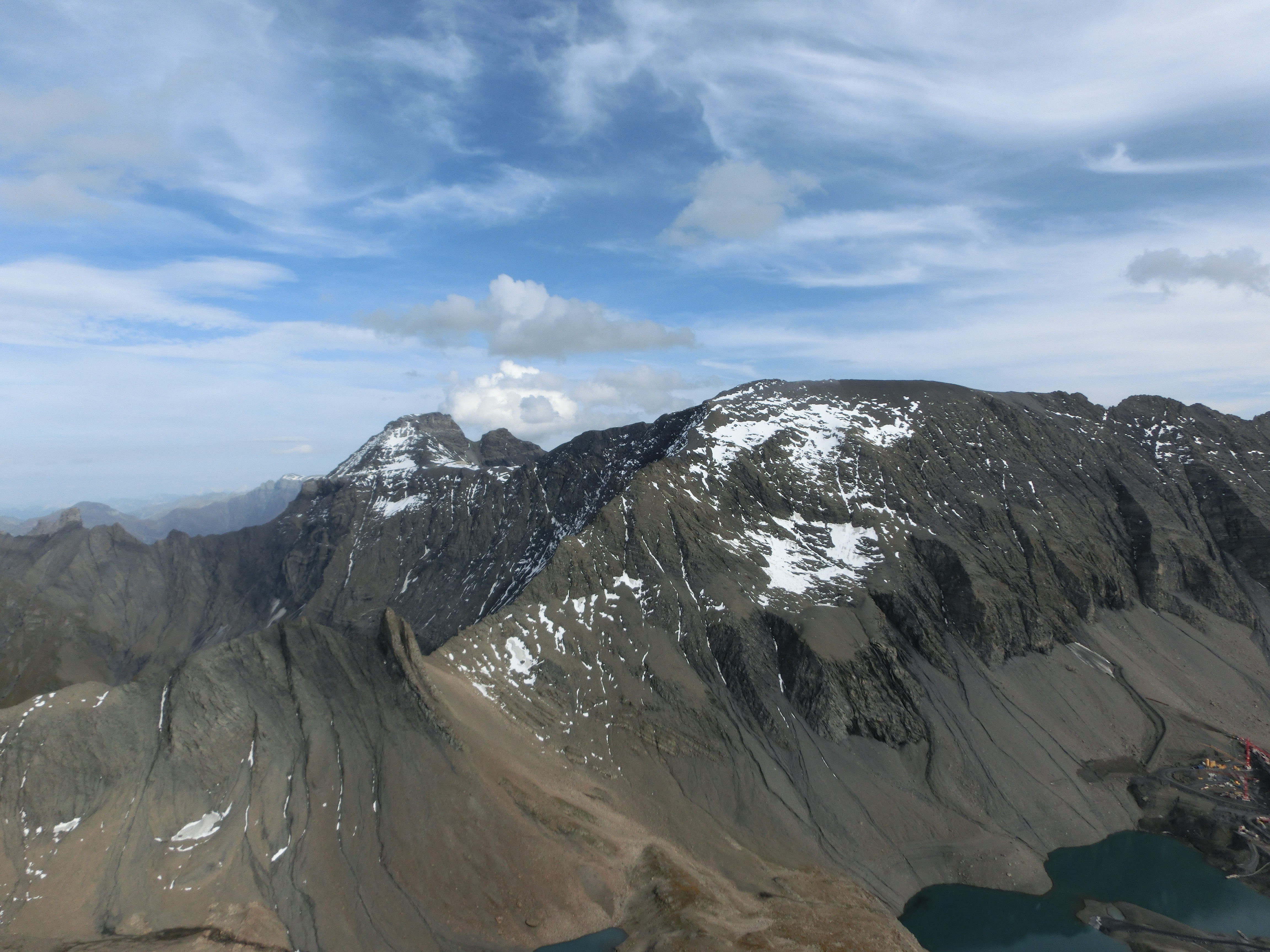
Blick zu Hausstock (links) und Ruchi (rechts).
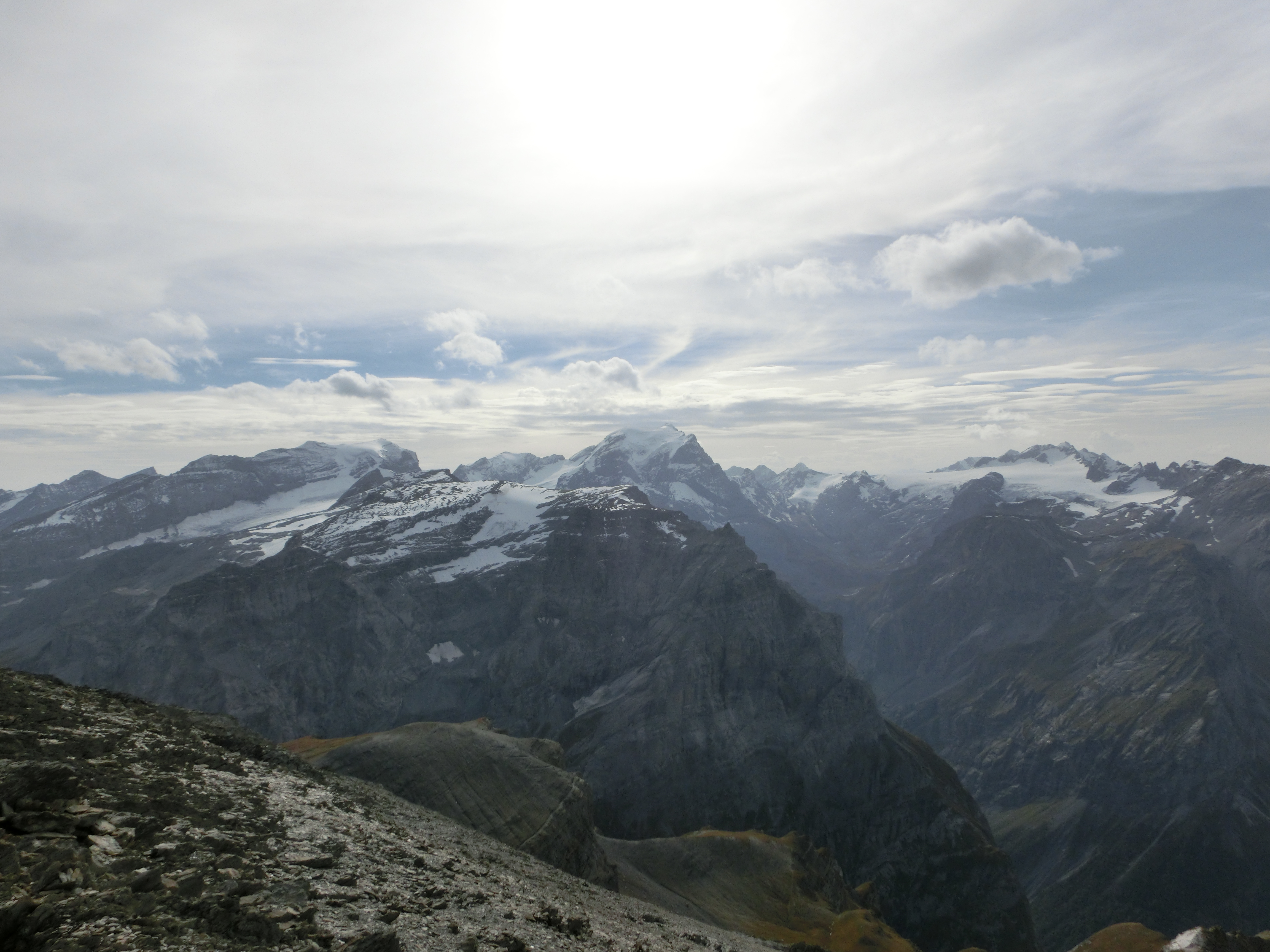
Blick zum Tödi.
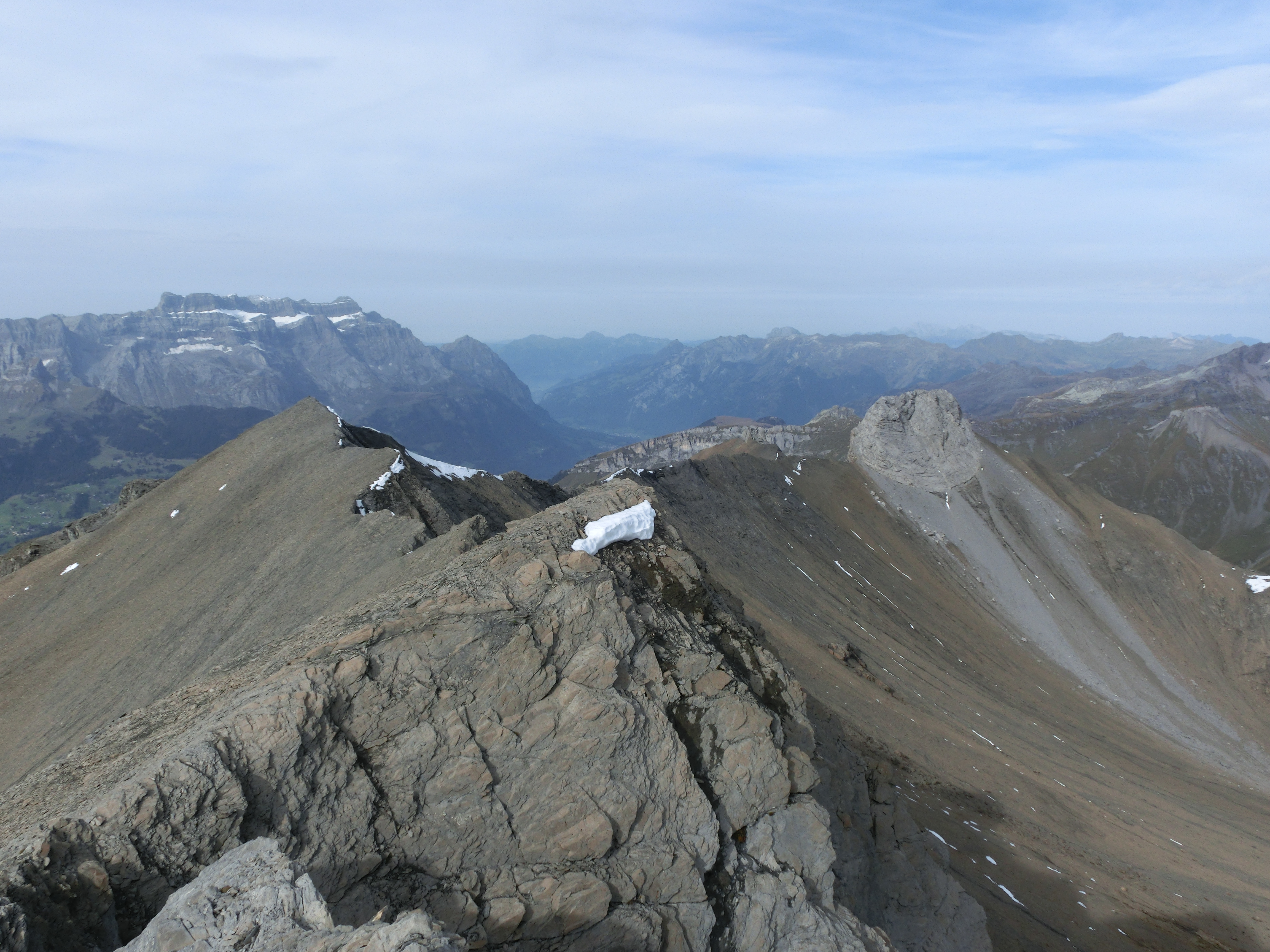
Blick nach Norden zum Ruchi und zum Scheidstöckli.
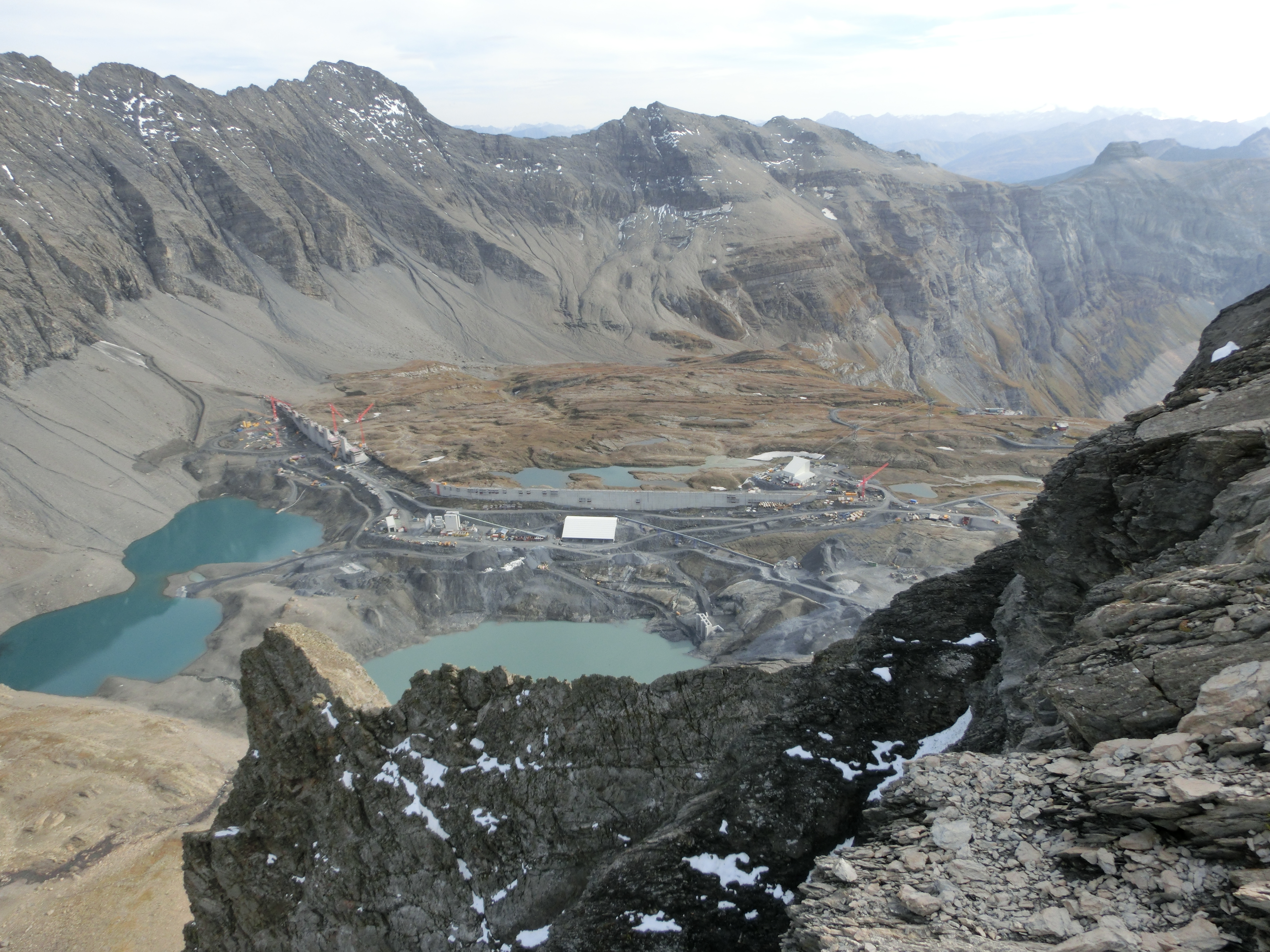
Blick zur Baustelle Muttsee der Kraftwerke Linth-Limmern, oben rechts die Muttseehütte